# Gyügye, Szabolcs-Szatmár-Bereg
Gyügye  este un sat în districtul Fehérgyarmat, județul Szabolcs-Szatmár-Bereg, Ungaria, având o populație de 247 de locuitori (2011). 

## Demografie
Componența etnică a satului Gyügye
     Maghiari (100%)
Componența confesională a satului Gyügye
     Reformați (77,73%)
     Fără religie (3,24%)
     Greco-catolici (2,02%)
     Romano-catolici (2,02%)
     Necunoscută (14,98%)
Conform recensământului din 2011, satul Gyügye avea 247 de locuitori. Din punct de vedere etnic, majoritatea locuitorilor (100,0%) erau maghiari.  Din punct de vedere confesional, majoritatea locuitorilor (77,73%) erau reformați, existând și minorități de persoane fără religie (3,24%), romano-catolici (2,02%) și greco-catolici (2,02%). Pentru 14,98% din locuitori nu este cunoscută apartenența confesională.